# Ištar von Arbela

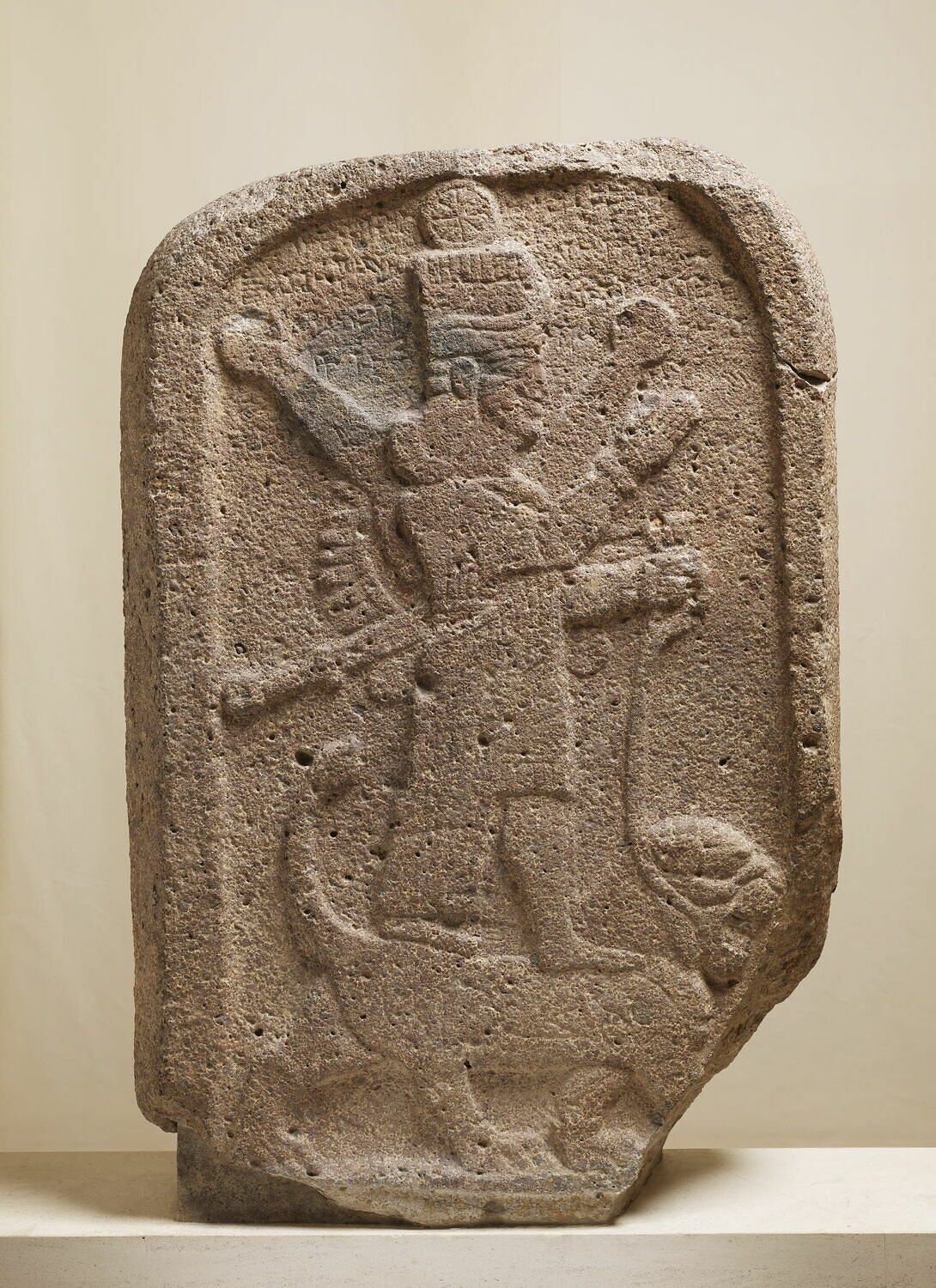
Es zeigt das vorgestellte Objekt, entspricht der Beschreibung.

Die Ištar von Arbela (akkadisch dbēlat(gašan)-uruarba-il) ist eine assyrische Göttin mit vielleicht teilweise hurritischen Wurzeln. Sie wird als bewaffnet, auf einem Löwen stehend abgebildet, in einen knielangen Rock und einen langen Mantel gekleidet. Auf der Stele von Til Barsip trägt sie zwei Bögen und Köcher und ein Schwert. Sie trägt eine Hörnerkrone, die von ihrem Sternensymbol gekrönt wird, und hält einen Löwen an einer Art Zügel. 
Sie ähnelt der hurritischen Šauška. Ihr sind die Göttinnen Ninatta und Kulitta zugeordnet.
Ninatta und Kulitta sind auf einem Relief in Yazılıkaya abgebildet und mit einer Inschrift identifiziert. Dort tragen sie einen langen Faltenrock.
Das Fest der Istar von Arbela fand, wie eine Inschrift Assurbanipals belegt, im Monat Ab statt.